# 스에촌 (야마구치현)
스에촌(陶村)은 야마구치현 요시키군에 존재했던 촌이다. 현재는 야마구치시 남동부에 해당한다.
1944년 4월 1일에 야마구치시와 신설합병해 소멸하였다.

## 역사
- 1889년 4월 1일 - 정촌제 시행에 의해 근세이후의 요시키군 스에촌이 단독으로 자치단체를 형성하였다.
- 1944년 4월 1일 - 구 야마구치시, 오토시촌, 아이오후타지마촌, 히라카와촌, 나타지마촌, 오고리정, 가가와촌, 아지스정, 사야마정과 합병해, 새로운 야마구치시가 성립, 동일 스에촌은 폐지되었다.

## 참고문헌
- 大日本篤農家名鑑編纂所編『大日本篤農家名鑑』大日本篤農家名鑑編纂所、1910年。
- 『山口県商工人名録』山口県内務部、1910年。
- 開国社編『日本案内 正巻之中』開国社、1919年。
- 高崎雅雄編『大日本医師名簿』光明社、1925年。
- 山口県勢刊行会編『郷土の誇り 山口県々勢 第3輯』山口県勢刊行会、1929年。
- 日本書房編『日本地名大辞典 第4巻』日本書房、1937-1938年。